# Witkapjufferduif
De witkapjufferduif (Ptilinopus dupetithouarsii) is een vogel uit de familie Columbidae (duiven). Deze vogel is genoemd naar de Franse marineofficier Abel Aubert du Petit-Thouars (1793-1864).

## Verspreiding en leefgebied
Deze soort is endemisch op de Marquesaseilanden, een eilandengroep in de Grote Oceaan die deel uitmaken van Frans-Polynesië en telt twee ondersoorten:
- P. d. viridior: de noordelijke Marquesaseilanden.
- P. d. dupetithouarsii: de zuidelijke Marquesaseilanden.